# Софоново (Нижегородская область)
Софо́ново — деревня в составе Чемашихинского сельсовета Краснобаковского района Нижегородской области.
Располагается на правом берегу реки Ветлуги.
По данным на 1999 год, численность населения составляла 30 чел.